# František Felix
František Felix (* April 1928; † 2001) war ein tschechoslowakischer Skispringer.

## Werdegang
Seinen ersten dokumentierten internationalen Auftritt hatte Felix bei einem Springen im Februar 1950 in Štrbské Pleso, wo er den Wettbewerb vor Matti Suoniemi und Hubert Rieger gewann. Etwas mehr als ein Jahr später stellte er bei einem internationalen Sondersprunglauf auf der großen Thüringenschanze in Oberhof im Rahmen der Wintersportmeisterschaften der DDR 1951 seine Klasse unter Beweis, als er sich als Dritter lediglich dem Polen Leopold Tajner und dem Klingenthaler Herbert Friedel geschlagen geben musste.
Bei den X. Akademischen Winterspielen 1953 in Semmering belegte Felix den dritten Platz von der Lichtenstein-Schanze hinter Juri Skworzow und Sven Haakonsson. Drei Wochen später wurde er auch beim Czech-Marzsarz-Memorial in Zakopane Dritter. Bei den Nordischen Skiweltmeisterschaften 1954 in Falun gehörte Felix zur tschechoslowakischen Delegation. Beim Wettbewerb vom Källviksbacken erreichte er nach Sprüngen auf 70 und 75 Metern den 19. Platz. 
Felix war Teilnehmer der Vierschanzentournee 1957/58. Dort erreichte er am 29. Dezember 1957 auf der Schattenbergschanze in Oberstdorf Rang 21. In Garmisch-Partenkirchen auf der Großen Olympiaschanze landete er beim Neujahrsspringen auf Rang 28. Nach einem 35. Platz auf der Bergiselschanze in Innsbruck und Platz 45 auf der Paul-Außerleitner-Schanze in Bischofshofen, beendete er die Tournee mit 763,2 Punkten auf Rang 26 der Gesamtwertung.

## Statistik

### Vierschanzentournee-Platzierungen
| Saison  | Platz | Punkte |
| ------- | ----- | ------ |
| 1957/58 | 26.   | 763,2  |